# 迪斯格拉齊亞山

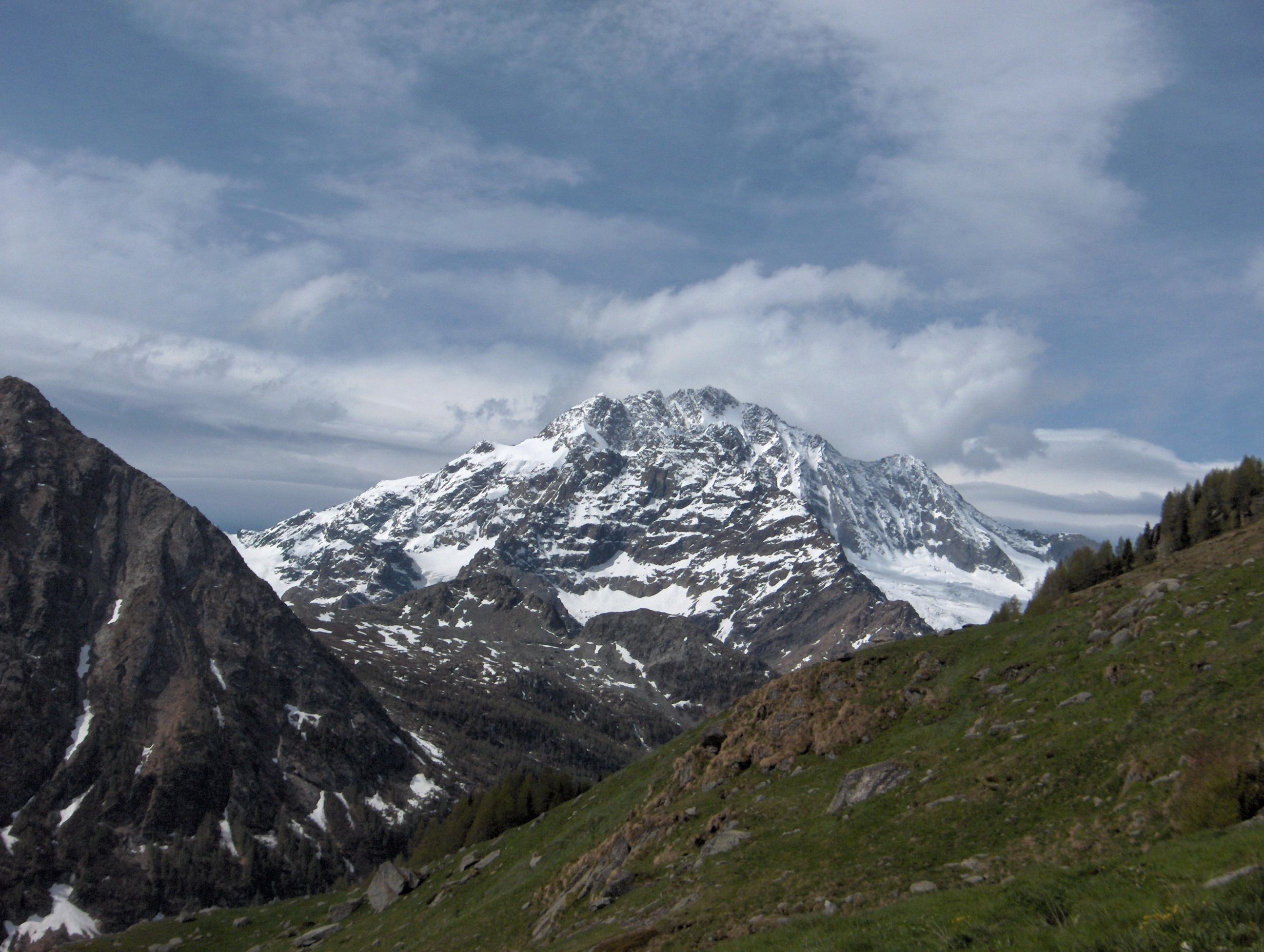

46°16′9″N 9°44′57″E / 46.26917°N 9.74917°E
迪斯格拉齊亞山（義大利語：Monte Disgrazia），是意大利的山峰，位於該國北部，由倫巴底大區負責管轄，屬於布雷加格利亞山脈的一部分，海拔高度3,678米，人類在1862年8月23日首次登頂。